# Saganaga Lake
Der Saganaga Lake ist ein See an der US-amerikanisch-kanadischen Grenze.

## Lage
Der Saganaga Lake liegt teils in Minnesota und teils in Ontario. Auf kanadischer Seite befindet er sich innerhalb der La Verendrye und Quetico Provincial Parks, auf amerikanischer Seite liegt er in der Boundary Waters Canoe Area Wilderness.
Der Saganaga Lake hat eine Fläche von 56 km². Er liegt auf einer Höhe von 434 m und weist eine maximale Wassertiefe von 85 m auf. Am westlichen Ende des Saganaga Lake verlässt das Wasser über die Silver Falls den See zum nördlich gelegenen Saganagons Lake, welcher vom Maligne River, einem Zufluss des Lac la Croix, entwässert wird.

## Seefauna
Der Saganaga Lake ist ein beliebtes Ziel für Angler und Kanuten. Zur Fischfauna zählen Glasaugenbarsch, Schwarzbarsch und Hecht.